# Hayama
Hayama (葉山町, Hayama-machi) és una vila i municipi pertanyent al districte de Miura, sent el seu únic municipi, de la prefectura de Kanagawa, a la regió de Kanto, Japó. Hayama ha estat tradicionalment un destí vacacional i d'esplai per a la classe alta toquiòta, tot i que actualment és també una ciutat dormitori per als treballadors de Tòquio o Yokohama, la capital prefectural.

## Geografia
La vila de Hayama es troba localitzada a la part nord de la península de Miura, fent costa amb la badia de Sagami a l'oceà pacífic. Hayama té un clima atlàntic amb hiverns corts i freds i estius càlids i humits. Segons el Govern Prefectural de Kanagawa, Hayama pertany a la regió de Yokosuka-Miura. El terme municipal de Hayama limita amb els de Yokosuka al sud i a l'est i amb Zushi.

## Història
La zona on actualment es troba la vila de Hayama va pertànyer en el passat, des del període Nara fins als inicis del període Meiji a l'antiga província de Sagami. Durant el període Edo, tota la part oriental de la província de Sagami era tenryō, és a dir, un territori administrat directament pel bakufu Tokugawa per mitjà de diversos hatamoto. Després de la restauració Meiji i sota la nova llei de municipis, l'1 d'abril de 1889 es creà el poble de Hayama, fruit de la unió de sis llogarets de l'època feudal. L'any 1925, Hayama assoleix el seu actual estat de vila.

## Demografia
| 1920   | 1930   | 1940   | 1950   | 1960   | 1970   | 1980   |
| ------ | ------ | ------ | ------ | ------ | ------ | ------ |
| 7.558  | 9.166  | 9.986  | 15.484 | 15.762 | 19.609 | 28.359 |
| 1990   | 2000   | 2010   | 2020   | 2030   | 2040   | 2050   |
| 29.536 | 30.413 | 32.771 | 31.546 | -      | -      | -      |

## Transport

### Ferrocarril
Al terme municipal de Hayama no hi ha cap estació de ferrocarril. Les més pròximes s'hi troben als municipis veïns de Zushi i Yokosuka.

### Carretera
- Nacional 134
- Xarxa de carreteres prefecturals de Kanagawa.

## Agermanaments
- Kusatsu, prefectura de Gunma, Japó. (març de 1969)
- Holdfast Bay, Austràlia Meridional, Austràlia.[4] (desembre de 1997)